# The Scarlet Car (film fra 1923)
The Scarlet Car er en amerikansk stumfilm fra 1923 af Stuart Paton.

## Medvirkende
- Herbert Rawlinson som Billy Winthrop
- Claire Adams som Beatrice Forbes
- Edward Cecil som Ernest Peabody
- Norris Johnson som Violet Gaynor
- Tom McGuire som Jim Winthrop